# De La Warr Pavilion
De La Warr Pavilion je budova ve městě Bexhill-on-Sea v Jihovýchodní Anglii. Od roku 1986 je zapsána na seznamu listed building (první stupeň). Postavena byla v roce 1935 (od ledna do prosince) podle návrhu architektů Ericha Mendelsohna a Serge Chermayeffa na základě architektonické soutěže vyhlášené Herbrandem Sackvillem, 9. hrabětem De la Warr. Během druhé světové války byla budova užívána armádou. V roce 2004 začala díky grantu rekonstrukce budovy, která skončila po osmnácti měsících v roce 2005. V té době se z ní stalo umělecké centrum. Kromě výstav se zde konají také koncerty, vystupovali zde například Patti Smith, Richard Thompson či John Cale.